# KZ-Außenlager Würzburg
Das KZ-Außenlager Würzburg des KZ Flossenbürg bestand vom 17. April 1943 bis 22. März 1945.  Bis zu 58 Häftlinge wurden bei Bauarbeiten an einem Lazarett der Waffen-SS eingesetzt, das sich auf dem Gelände der Universitäts-Nervenklinik in Würzburg befand.

## Geschichte
Das im August 1941 eingerichtete Würzburger Lazarett war eine von vielen ähnlichen Einrichtungen der SS, die nach Beginn des Zweiten Weltkrieges eröffnet wurden. Das der Nervenklinik der Würzburger Universität angegliederte Lazarett diente der Versorgung von traumatisierten oder Schädel-Hirnverletzten SS-Mitgliedern. Leiter des Lazaretts war Werner Heyde, seit 1939 Professor für Psychiatrie und Neurologie in Würzburg. Heyde war 1936 in die SS eingetreten und hatte in den folgenden drei Jahren Gutachten erstellt, anhand derer über die Sterilisation oder Kastration von KZ-Häftlingen entschieden wurde. Zwischen 1939 und 1941 war Heyde in führender Funktion an den nationalsozialistischen Krankenmorden der „Aktion T4“ und der Ermordung von KZ-Häftlingen in der „Aktion 14f13“ beteiligt gewesen. Auf Grund seiner Position und seiner Beziehungen innerhalb der SS gilt Heyde als „Initiator“ des Außenlagers Würzburg.
Ein Monat nach Einrichtung des Außenlagers im April 1943 wurden 20 KZ-Häftlinge in Würzburg gefangengehalten. Im Juli 1943 hatte sich die Zahl der Häftlinge auf 58 erhöht. Die Mehrzahl der Gefangenen wurde von der SS als politische Häftlinge eingestuft, in den Häftlingslisten lassen sich zudem einige „Vorbeugehäftlinge“ sowie zwei Homosexuelle nachweisen. Einer Aufstellung vom 28. Februar 1945 zufolge befanden sich zu diesem Zeitpunkt 50 Häftlinge überwiegend polnischer und russischer Nationalität im Außenlager. Im Unterschied zu anderen Außenlagern fand nur ein geringer Austausch von Häftlingen zwischen dem Stammlager in Flossenbürg und dem Außenlager in Würzburg statt.
Die KZ-Häftlinge waren anfänglich in einer eigenen Baracke im Notgefängnis in der Würzburger Friesstraße untergebracht, eine Haftstätte der Würzburger Gestapo. Das Notgefängnis war im September 1942 eröffnet worden, da das örtliche Gefängnis überbelegt war. Der Gestapo diente das Notgefängnis überwiegend als Transitgefängnis zur Überstellung von Zwangsarbeitern und sowjetischen Kriegsgefangenen in die Konzentrationslager. Bewacht von der SS und gekleidet in blau-weiß gestreiften Lagerdrillich marschierten die Häftlinge des Außenlagers morgens und abends vom Notgefängnis durch das Würzburger Stadtgebiet zu ihrem Arbeitsort, dem Klinikgelände in der Füchsleinstraße 15, und zurück. Ab Herbst 1943 diente ein mit Stacheldraht gesichertes Kellergeschoss eines Klinikgebäudes als Unterkunft der Häftlinge.
Die Häftlinge wurden überwiegend beim Aus- und Umbau der Universitäts-Nervenklinik eingesetzt. Belegt sind der Bau von Lazarettbaracken, Luftschutzeinrichtungen, eines Vorratslagers sowie Arbeiten im Außengelände. Ab Dezember 1944 kamen die Häftlinge auch im Waldhaus im Steinbachtal zum Einsatz, einer Ausflugsgaststätte außerhalb von Würzburg, die von der SS für das Lazarett beschlagnahmt worden war. Zudem scheinen die Häftlinge auch bei privaten Bauvorhaben von SS- und Gestapo-Angehörigen eingesetzt worden zu sein. Die SS-Lazarett-Abteilung stellte die gut 20 Mann starke Wachmannschaft, die unter Leitung eines Kommandoführers stand, der gegenüber dem Stammlager in Flossenbürg verantwortlich war.
Am 18. August 1943 endete die Flucht eines Funktionshäftlings während des morgendlichen Marsches zur Klinik mit dem Mord an dem Häftling: Herbert Lehmann, ein von der SS als „Asozialer“ klassifizierter Häftling, wurde wenige Stunden später unter Mitwirkung des Bürgermeisters von Karlstadt gefasst. Ein auf Befehl Heydes entsandtes SS-Kommando erschoss Lehmann bei der Rückfahrt, dem Bericht eines SS-Oberscharführers zufolge bei einem weiteren Fluchtversuch. Laut Obduktionsbericht wurde Lehmann durch einen aus kürzester Entfernung abgegebenen Genickschuss ermordet.
In Nachkriegsaussagen schilderte der überwiegende Teil der Häftlinge die Haftbedingungen in Würzburg als besser als im Stammlager Flossenbürg oder in anderen Außenlagern. Die hygienischen Verhältnisse seien etwas weniger katastrophal und das in der Krankenhausküche zubereitete Essen besser gewesen. In der Klinik beschäftigte Nonnen der Töchter des Allerheiligsten Erlösers reichten den Häftlingen das Essen zunächst in Porzellantellern an einer festlich gedeckten Tafel, so der Erinnerungsbericht des Häftlings Josef Kohout. Dies wurde von einem SS-Oberscharführer unterbunden, der die Nonnen mit scharfen Worten zurechtwies und dabei die Häftlinge als „Verbrechergesindel“ bezeichnete, das sein Essen aus Blechnäpfen einzunehmen habe. Anschließend verschlechterte sich die Versorgung der Häftlinge deutlich, was Unterernährung und Krankheiten zur Folge hatte. Während der Märsche durch Würzburg sowie während der Arbeitseinsätze kam es zu punktuellen Kontakten der Häftlinge zur einheimischen Bevölkerung. In den Gestapo-Akten ist der Fall einer 23-Jährigen dokumentiert, die einem KZ-Häftling Zigaretten und Briefpapier zukommen ließ. Die Frau wurde für drei Wochen in „Schutzhaft“ genommen, für den Wiederholungsfall wurde ihr KZ-Haft angedroht.
Beim Luftangriff auf Würzburg am 16. März 1945 wurde die Unterkunft der Häftlinge auf dem Klinikgelände stark beschädigt. In den folgenden Tagen wurden die KZ-Häftlinge vermutlich bei Aufräumarbeiten im Stadtgebiet eingesetzt, ehe sie am 22. März mit einem Zug nach Flossenbürg verlegt wurden. Die meisten der Häftlinge aus Würzburg dürften ab dem 20. April am Todesmarsch der Flossenbürger Häftlinge nach Dachau teilgenommen haben. Wie viele der Häftlinge dabei starben, ist unbekannt.

## Nachkriegsermittlungen
Die Zentrale Stelle der Landesjustizverwaltungen zur Aufklärung nationalsozialistischer Verbrechen leitete 1967 ein Ermittlungsverfahren zum Außenlager Würzburg ein. In Vorermittlungen bemühte sich die Würzburger Kripo, ehemalige Häftlinge und Angehörige der Wachmannschaften aufzuspüren. Die Ermittlungen fokussierten sich auf mögliche gewaltsame Todesfälle, da andere Delikte zu diesem Zeitpunkt bereits verjährt waren. Die in den erhaltenen Akten der Würzburger Gestapo dokumentierte Ermordung Herbert Lehmanns blieb den Ermittlern unbekannt. Das Verfahren wurde im November 1975 eingestellt, da sich keine Anhaltspunkte für noch verfolgbare Delikte ergeben hatten.